# Thierry Dusserre
Thierry Dusserre (* 25. Juli 1967 in Romans-sur-Isère) ist ein französischer Biathlontrainer und früherer Biathlet.
Thierry Dusserre lebt in Villard-de-Lans und arbeitet als Zollbeamter. Der Biathlet vom SC Douanes Grenoble betrieb seit 1985 seinen Sport. Seit Ende der 1980er Jahre startete er im Biathlon-Weltcup. Bei den Biathlon-Weltmeisterschaften 1989 in Feistritz an der Drau startete er im Einzel und wurde 53. Erste Punkte gewann der Franzose 1989 als 19. eines Einzels in Hämeenlinna. Bei den Biathlon-Weltmeisterschaften 1993 konnte er im Mannschaftskampf gemeinsam mit Gilles Marguet, Xavier Blond und Lionel Laurent die Bronzemedaille gewinnen. Den Durchbruch in die Weltspitze schaffte Dusserre während der Olympischen Winterspiele 1994 in Lillehammer. Im Sprint lief er auf einen guten 19. Platz, doch gemeinsam mit Patrice Bailly-Salins, Lionel Laurent und Hervé Flandin in der Staffel konnte er als Startläufer hinter dem deutschen und dem russischen Team die Bronzemedaille gewinnen. Auch bei den Biathlon-Weltmeisterschaften 1995 in Antholz konnte der Franzose mit der Staffel in derselben Besetzung eine Medaille, nun Silber hinter Deutschland, gewinnen. Zudem gewann er mit Franck Perrot, Laurent und Stéphane Bouthiaux erneut Bronze im Mannschaftswettkampf. Im Einzel lief er auf den 24. Rang. Die Weltmeisterschaften des folgenden Jahres in Ruhpolding brachten einen 38. Platz im Einzel und einen fünften Rang mit der Staffel. Die Saison 1996/97 brachte für Dusserre das beste Weltcup-Ergebnis der Karriere in einem Einzelrennen. In Nowosibirsk lief er in einem Einzel auf den achten Platz. Zudem erreichte er in der Saison mit der Staffel mehrere Top-Ten-Ergebnisse. Auch bei den Biathlon-Weltmeisterschaften 1997 in Osrblie wurde der fünfte Platz mit der Staffel wieder bestes Resultat. Im Sprint lief er auf den 16. Platz, im Einzel konnte der Franzose 29. werden. Letztes Großereignis wurden für Dusserre die Olympischen Winterspiele 1998 von Nagano. Bei den Wettkämpfen in Nozawa Onsen lief er auf den 46. Platz im Einzel, wurde 50. im Sprint und Siebter mit der französischen Staffel. Nach der Saison beendete Dussere seine aktive Karriere.
Nach seiner aktiven Zeit wurde Dussere Trainer. Zu seinen Schützlingen gehören unter anderem Jean-Guillaume Béatrix, Marine Dusser, und Marie-Laure Brunet.

## Biathlon-Weltcup-Platzierungen
Die Tabelle zeigt alle Platzierungen (je nach Austragungsjahr einschließlich Olympische Spiele und Weltmeisterschaften).
- 1.–3. Platz: Anzahl der Podiumsplatzierungen
- Top 10: Anzahl der Platzierungen unter den ersten zehn (einschließlich Podium)
- Punkteränge: Anzahl der Platzierungen innerhalb der Punkteränge (einschließlich Podium und Top 10)
- Starts: Anzahl gelaufener Rennen in der jeweiligen Disziplin

| Platzierung                 | Einzel | Sprint | Verfolgung | Massenstart | Team | Staffel | Gesamt |
| --------------------------- | ------ | ------ | ---------- | ----------- | ---- | ------- | ------ |
| 1. Platz                    |        |        |            |             |      |         |        |
| 2. Platz                    |        |        |            |             |      | 1       | 1      |
| 3. Platz                    |        |        |            |             | 2    | 1       | 3      |
| Top 10                      | 1      |        |            |             | 3    | 9       | 13     |
| Punkteränge                 | 8      | 10     |            |             | 3    | 10      | 31     |
| Starts                      | 38     | 44     | 2          |             | 3    | 10      | 97     |
| Stand: Daten nicht komplett |        |        |            |             |      |         |        |